# أليكس بروس (لاعب كرة قدم)
أليكس بروس (بالإنجليزية: Alex Bruce)‏ (23 ديسمبر 1952 في المملكة المتحدة - ) هو لاعب كرة قدم بريطاني في مركز الهجوم. شارك مع منتخب اسكتلندا تحت 21 سنة لكرة القدم. أما مع النوادي، فقد لعب مع بريستون نورث إيند ونيوكاسل يونايتد وويغان أتلتيك.

## وصلات خارجية
- أليكس بروس على موقع قاعدة بيانات كرة القدم.إي يو (الإنجليزية)